# Смоляр Артем Григорович
Артем Григорович Смоля́р (нар. 4 лютого 1985, Городня) — український і колишній російський волейболіст, центральний блокувальник клубу СК «Епіцентр-Подоляни» з Городка на Хмельниччині, колишній гравець збірної Росії.

## Життєпис
Народжений 4 лютого 1985 року в місті Городня на Чернігівщині. Тато — волейболіст, намагався прищепити синові любов до волейболу.
Навчався в Чернігівському педагогічному університеті імені Тараса Шевченка (нині Національний університет «Чернігівський колегіум» імені Т. Г. Шевченка) на факультеті програмування. В університеті пішов тренуватися на волейбол як на секцію, бо іншої не було. Тодішній проректор побачив, що з такими даними Артем тренувався на звичайній секції, тому відправив у професійну команду. Оскільки було важко поєднувати спорт, тренування і навчання, довелося перевестися на факультет фізичного виховання. З Чернігова Артема покликали до харківського «Локомотиву», однак через непорозуміння між клубами цілий рік гравця не могли заявити. Аби вирішити конфлікт, чернігівці відправили Смоляра до російського клубу.
У професійний волейбол прийшов десь у 18 років, почав грати у складі «Буревісника». Значну частину своєї професійної кар'єри провів у Росії: грав у клубах «Металоінвест» (Старий Оскол, 2007—2009), «Білогір'я» (2009—2010, 2014—2017), «Югра-Самотлор» (Нижньовартовськ, 2010—2011), «Локомотив-Ізумруд» (Єкатеринбург, 2011—2012), «Газпром-Югра» (Сургут, 2012—2014), «Локомотив» (Новосибірськ, 2017—2019), «Динамо-ЛО» (2019/20), «Зеніт-Казань» (2020/21).
У 2014 і 2015 роках виступав за збірну Росії на Світовій лізі.
Улітку 2021 року поповнив склад львівського ВК «Барком-Кажани».
Грає на позиції центрального блокувальника.

### Досягнення
- клубний чемпіон світу 2015,
- володар Суперкубка України 2024,
- віцечемпіон України 2022,
- володар Суперкубка Росії (2014, 2020),
- срібний призер чемпіонату Росії (2010, 2015),
- бронзовий призер чемпіонату Росії (2016).

### Сім'я
Дружина — з Чернігова; мають дочку Олексію.